# Rønne
Rønne este un oraș în Danemarca.

## Orașe înfrǎțite
- Kuressaare
- Mänttä
- Høyanger
- Darlowo
- Wladyslawowo
- Karlshamn
- Ronneby
- Simrishamn
- Sölvesborg
- Neustadt in Holstein
- Wolgast
- San Marino